# Everode
Everode er en nedlagt kommune i det centrale Tyskland med 489(2020) indbyggere, hørende under Landkreis Hildesheim i den sydlige del af delstaten Niedersachsen. Den er en del af amtet (Samtgemeinde) Freden.

## Geografi
Everode ligger sydøst for Alfeld og nordøst for Freden. Kommunen ligger vest for Sackwald sydvest for Ahrensberg i den østlige del af floden Leines afvandingsområde.